# Alexandre Bordes
Pour les articles homonymes, voir Bordes.
Pour les autres membres de la famille, voir Famille Bordes.
Alexandre Bordes (1860-1943) est un armateur et haut fonctionnaire français, membre de la compagnie d’armement maritime qui porte son nom.

## Biographie
Alexandre Louis Barthélemy Bordes est né le 7 décembre 1860 à Valparaíso, au Chili, où son père Antoine-Dominique était armateur. Dès 1878, il est associé à la compagnie familiale, qui est renommée société Ant. Dom. Bordes et fils à la mort du fondateur. À la mort de son frère aîné Adolphe, il dirige la Compagnie française d’armement de d’importation de nitrate de soude qui succède à la société en nom propre. 
Il devient aussi membre du conseil supérieur de la Marine marchande de 1919 à 1925. Au titre de ses services pour la Défense nationale, il est promu officier de l'ordre de la Légion d’honneur en 1936. Alexandre Bordes est choisi la même année pour occuper la fonction de sous-secrétaire d'État à la Marine marchande (dans le gouvernement Léon Blum 1)[réf. nécessaire], qu'il refuse.
Il meurt le 9 septembre 1943 à Paris, à l'âge de 82 ans, le dernier des cinq dirigeants de la compagnie Bordes.
Propriétaire de la villa Nellcote, il est en particulier le créateur de son parc tropical. La récompense des courses-croisières du Club de voile à Villefranche-sur-Mer porte son nom depuis 1928 : prix Alexandre Bordes.

## Distinctions
- Médaille commémorative de la guerre 1914–1918 (1920)
- Officier de l'ordre du Mérite maritime (22 janvier 1931)
- Officier de la Légion d'honneur (6 août 1936)